# Együttműködő gének
Az együttműködő génhatás más néven a kompromisszumhatás vagy kettős dominancia a genetikában a génkölcsönhatások egy fajtája. Lényege, hogy habár a dihibrid hasadási arányok változatlanok, a fenotípusok nem egymástól függetlenül alakulnak ki, hanem kölcsönhatnak.
Gyakran idézett példa erre a házi tyúk taréjalakja. A részt vevő géneket R és B jelöli. 
- Ha mindkét domináns allél jelen van, akkor diótaraj alakul ki.
- Ha csak az R domináns allél van jelen, akkor rózsataraj fejlődik.
- Ha csak a B domináns allél van jelen, akkor borsótaraj jön létre.
- Ha nincs jelen egyik domináns allél sem, akkor egyszerű taréj figyelhető meg.